# Never Really Over
"Never Really Over" is een single van de Amerikaanse zangeres Katy Perry. De single kwam uit op 31 mei 2019 en haalde al een top-10-notering in Schotland, Australië en Canada, maar ook de top 20 in de Verenigde Staten, Nieuw-Zeeland en Ierland. Het nummer werd later toegevoegd als eerste single van haar album Smile. 
Op de hoes van de single is de zangeres te zien met blond geverfde haren en een oranje topje. De videoclip kwam op dezelfde dag uit als de single. Al eerder verscheen er een teaser op haar Instagrampagina.